# Mars One (pel·lícula)
Mars One és una pel·lícula dramàtica brasilera del 2022 escrita i dirigida per Gabriel Martins. Protagonitzada per Cícero Lucas, Carlos Francisco, Rejane Faria i Camilla Damião, la pel·lícula explica la història de Deivinho, un noi negre de la classe mitjana baixa que somia amb convertir-se en astrofísic i integrar el projecte de colonització Mars One al planeta  Mart. Després de debutar al Festival de Cinema de Sundance el gener de 2022, la pel·lícula es va projectar en diversos festivals internacionals i va guanyar quatre premis al Festival de Gramado, inclòs el Premi Especial del Jurat. S'ha subtitulat al català.
Mars One es va estrenar als cinemes brasilers el 25 d'agost de 2021, amb distribució per Embaúba Filmes. El setembre de 2022, la pel·lícula va ser nominada per l'Academia Brasilera de Cinema com a representant brasiler per competir per l'Oscar a la millor pel·lícula de parla no anglesa.

## Argument
Ambientada al Brasil entre finals de 2018 i principis de 2019, després de l'elecció de Jair Bolsonaro com a president de la República, Mars One segueix els Martin, una família negra de classe mitjana baixa que viu sota un govern d'extrema dreta a Contagem, a uns 20 quilòmetres de Belo Horizonte. El pare, Wellington, fa anys que treballa com a porter en un edifici burgès. Participant a les reunions d'Alcohòlics Anònims, ha estat sobri durant quatre anys. Partidari del Cruzeiro, posa totes les seves esperances econòmiques en la carrera futbolística del seu fill, però Deivinho somia amb estudiar astrofísica i formar part del projecte Mars One de colonització del planeta Mart.
Eunice, la filla gran, estudiant de dret, s'enamora de la Joana i decideix viure amb la seva xicota, però tem els prejudicis dels seus pares a causa de la seva orientació sexual. El dia que porta la seva xicota a casa, anunciant-la inicialment com a amiga, la família veu el clàssic Atlético x Cruzeiro per televisió. Quan els pares s'adonen que les dues tenen les mans juntes, es molesten. El dia de la mudança, Wellington es nega a acomiadar-se de la seva filla, però rep una abraçada d'ella. Amb la seva parella, compra un bitllet per a una conferència de Neil deGrasse Tyson per al seu germà, fascinat pel científic esatunidenc. L'esdeveniment, però, tindrà lloc el mateix cap de setmana que una prova que Wellington aconsegueix, a través de Juan Pablo Sorín, per al seu fill al Cruzeiro.
Tércia, la mare, creu que està maleïda després d'haver estat l'objectiu d'una broma en una fleca del centre de Belo Horizonte en la qual un home fa veure que llença dinamita a l'establiment. Després de l'incident, desenvolupa un insomni i angoixa constants, així com sensibilitat als sorolls, que la porta a veure un metge i sotmetre's a una sessió de neteja espiritual. Per no portar mala sort a la prova del seu fill al Cruzeiro, Tércia decideix viatjar en autobús fins a Juatuba, la ciutat on el bitllet és més barat, ja que la família comença a tenir dificultats econòmiques amb l'augment de la inflació. A l'estació d'autobusos, a punt de comprar el bitllet, es troba amb el mateix actor que li va fer una broma a la fleca mesos abans, i que hauria desencadenat la seva ratxa de mala sort, l'ataca i tira la càmera del cineasta a terra.
Aquell mateix dia, Wellington descobreix que Flávio, el seu company de feina, va robar les pertinences de l'apartament del gerent de l'edifici, que havia deixat la clau de casa seva amb Wellington mentre viatjava. A causa de l'incident, el pare de la família Martins és acomiadat sumàriament. En arribar a casa, descobreix que Deivinho es va trencar la cama baixant en bicicleta i no podrà participar en la prova. Entristit per la pèrdua de la feina i esperança pel futur del seu fill com a futbolista, Wellington arrenca la medalla de la sobrietat que porta al coll, beu en un bar i torna a casa borratxo de matinada.
L'endemà, el pare, acompanyat de la seva filla i la seva dona, assisteix a una reunió d'Alcohòlics Anònims. Aquell mateix dia, Tércia descobreix que l'autobús que havia d'agafar es va estavellar a la carretera i va matar tots els passatgers. A la nit, Deivinho ensenya a la família el telescopi que ell mateix va construir amb materials reutilitzats i presenta la família al planeta Mart.

## Repartiment
- Cícero Lucas com Deivinho[6]
- Carlos Francisco com Wellington
- Camilla Damião com Eunice
- Rejane Faria com Tércia
- Russo Apr com Flávio
- Robson Vieira com Moisés
- Tokinho com ell mateix
- Thiago Cesári com Sandy
- Ana Hilário com Joana
- Felipe Santos com Felipe
- Juan Pablo Sorín com ell mateix

## Producció

### Desenvolupament
Inspirat en la derrota del Brasil davant Alemanya a la Copa del Món de Futbol de 2014, el guionista i director Gabriel Martins va començar a escriure el guió de Mars One que mateix any. Martins va dir que, des del principi, l'objectiu era contextualitzar la pel·lícula en el moment en què es va rodar, i que qualsevol gran esdeveniment que es produís s'adaptaria al guió, el que va passar amb les eleccions generals al Brasil de 2018. El títol de la pel·lícula ha estat extret del projecte neerlandès Mars One, que tenia com a objectiu instal·lar una colònia humana permanent a Mart.
Mars One va ser produït per la productora Filmes de Plástico, fundada per Martins, André Novais Oliveira, Thiago Macêdo Correia i Maurílio Martins a Contagem, en col·laboració amb Canal Brasil. L'any 2016 la pel·lícula va ser seleccionada pel Avís públic Longa BO Afirmativo, realitzat per la Secretaria Audiovisual de l'extint Ministeri de Cultura i l'Agência Nacional do Cinema (Ancine), que facilita recursos per a pel·lícules de ficció inèdites dirigides dels cineastes negres. Mars One també va rebre el suport financer de Projeto Paradiso, de l'Institut Olga Rabinovich.

### Repartiment i rodatge

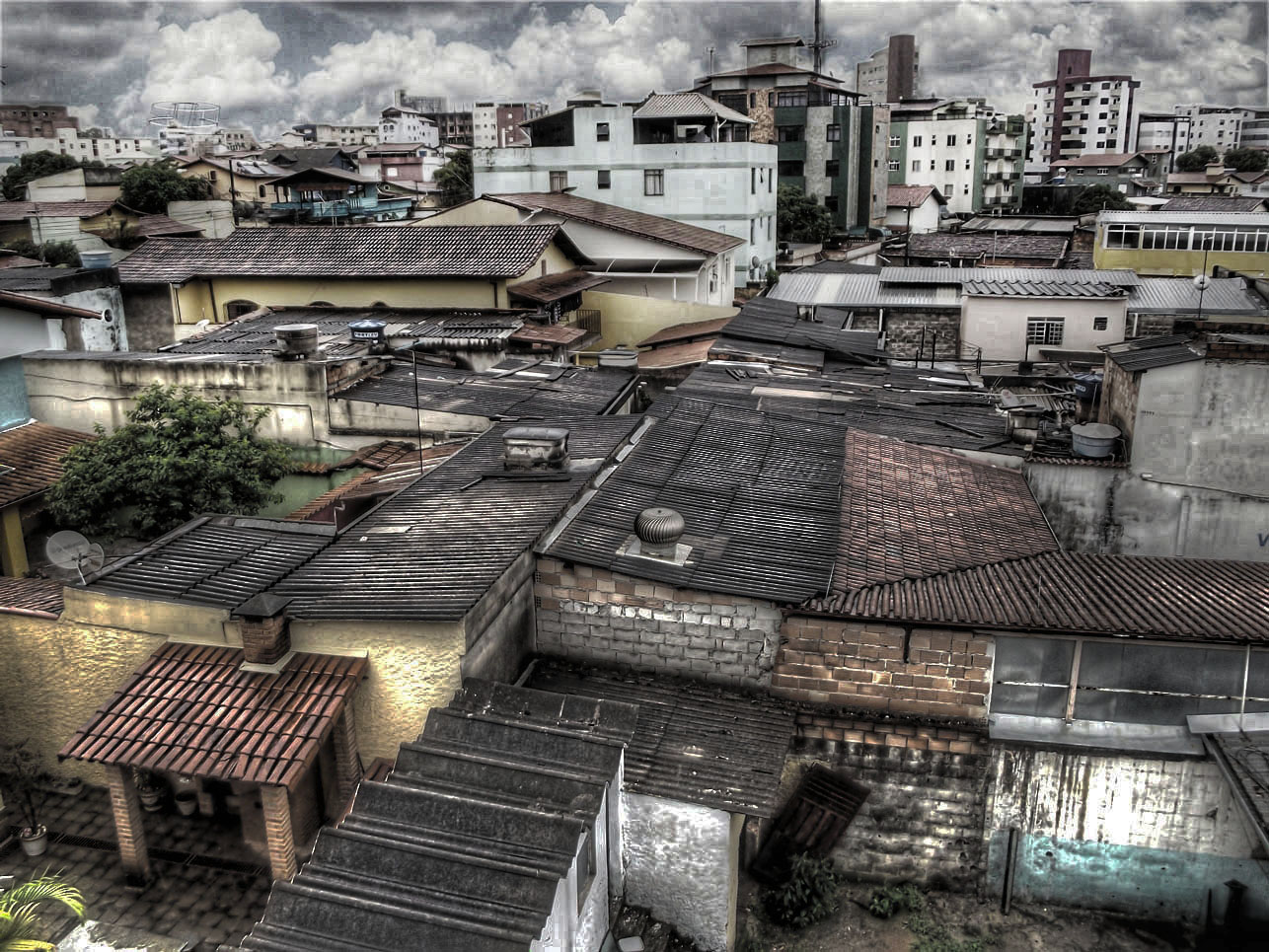
Deivinho i família viuen a la perifèria de Contagem

És el primer paper cinematogràfic de Cícero Lucas, que interpreta Deivinho. El director el va conèixer quatre anys abans que comencés el rodatge en una actuació d'un grup de samba. Camilla Souza, que interpreta la seva germana Eunice, té experiència com a actriu i està en el seu primer paper important a Mars One. Carlos Francisco i Rejane Faria, que interpreten els seus pares Wellington i Tércia, són actors de teatre i debuten al cinema en papers principals. Anteriorment van interpretar un parell de pares al curtmetratge de Martins del 2017 Nada. L'influencer digital Tokinho i el futbolista Juan Pablo Sorín també van fer un cameo a la pel·lícula.
El rodatge de la pel·lícula va començar a finals de 2018. Ambientada a Contagem, Minas Gerais, la pel·lícula tenia escenes rodades al barri de Milanez. A Belo Horizonte, es va registrar al Parc ecològic de Pampulha, a Barro Preto, i a la regió de Nova Lima. Martins va dir que trobar ubicacions en aquestes ciutats "va ser un malson; aconseguir l'aprovació per rodar va ser la part més difícil". Leonardo Feliciano, amb qui Martins havia treballat anteriorment a la seva pel·lícula de terror O Nó do Diabo, va actuar com a director de fotografia.

## Llançament
Mars One es va estrenar el 20 de gener de 2022 al Festival de Cinema de Sundance. Fins i tot abans de l'estrena del festival, Magnolia Pictures va adquirir els drets de distribució internacional del film. A principis de febrer de 2022, la pel·lícula es va projectar a Festival de Cinema de Göteborg, i a finals d'abril, al Festival Internacional de Cinema de San Francisco. El maig de 2022, Mars One fou exhibida a Inside Out LGBTQ Festival. El juny fou projectada al Festival de Cinema de Tribeca, e em meados de julho no Outfest Los Angeles. L'agost de 2022, fou exhibida al Festival Internacional de Cinema de Melbourne i al Festival Internacional de Cinema d'Edinburg.
El 25 d’agost de 2022 Mars One es va estrenar als cinemes del Brasil, amb distribució per Embaúba Filmes. Al setembre de 2022, la pel·lícula va ser nominada per l'Academia Brasileira de Cinema com a representant brasiler per competir per l'Oscar a la millor pel·lícula de parla no anglesa.

## Recepció

### Crítica
A l'agregador de ressenyes dels Estats Units, el Rotten Tomatoes, a la puntuació on l'equip del lloc classifica les opinions dels mitjans principals i dels mitjans de comunicació independents només positiva o negativa, la pel·lícula té un percentatge d'aprovació del 100% calculat sobre la base de 17 comentaris dels crítics. En comparació, amb les mateixes opinions calculades mitjançant una mitjana aritmètica ponderada, la puntuació aconseguida és de 8,2/10.

## Premis i nominacions
| Any  | Premi                                              | Categoria                                                           | Recipient       | Resultat  | Ref.   |
| ---- | -------------------------------------------------- | ------------------------------------------------------------------- | --------------- | --------- | ------ |
| 2022 | Festival de Gramado                                | Millor pel·lícula (jurat popular)                                   | Mars One        | Guanyador | [ 20 ] |
| 2022 | Festival de Gramado                                | Premi Especial del Jurat                                            | Mars One        | Guanyador | [ 20 ] |
| 2022 | Festival de Gramado                                | Millor guió                                                         | Gabriel Martins | Guanyador | [ 20 ] |
| 2022 | Festival de Gramado                                | Millor banda sonora                                                 | Daniel Simitan  | Guanyador | [ 20 ] |
| 2022 | Festival Internacional de Cinema de Cleveland      | Millor Narrativa Internacional                                      | Mars One        | Nominat   | [ 21 ] |
| 2022 | Outfest Los Angeles                                | Gran Premi del Jurat al a millor pel·lícula narrativa internacional | Mars One        | Guanyador | [ 22 ] |
| 2022 | Festival Internacional de Cinema de San Francisco  | Cine Latino                                                         | Mars One        | Nominat   | [ 23 ] |
| 2022 | Festival Internacional de Cinema de Sant Sebastià  | Premi Sebastian Latino                                              | Mars One        | Nominat   | [ 24 ] |
| 2022 | Festival de Cinema de Sundance                     | Competició Dramàtica Mundial                                        | Mars One        | Nominat   | [ 25 ] |
| 2022 | Fire!! Mostra Internacional de Cinema Gai i Lesbià | Premi a la millor pel·lícula                                        | Mars One        | Guanyador | [ 26 ] |